# Scolus
Scolus (l. mn. scoli) – struktura anatomiczna w postaci długiego, rozgałęzionego wyrostka ściany ciała.
Wśród motyli scoli są charakterystyczne dla gąsienic rusałkowatych i pawicowatych. Występują również na stożku analnym gąsienic zawisakowatych.
U larw chrząszczy z rodziny biedronkowatych scolus jest zwykle ponad pięciokrotnie dłuższy niż szeroki, a każde z jego odgałęzień ma wierzchołku pojedynczą szczecinkę.
Ponadto w grupie tej występują także parascoli (l. poj. parascolus), które stanowią zmodyfikowane scoli. Są one od 2 do 3 razy dłuższe niż szerokie, a ich powierzchnię pokrywają chalazae.